# Macht (novela)

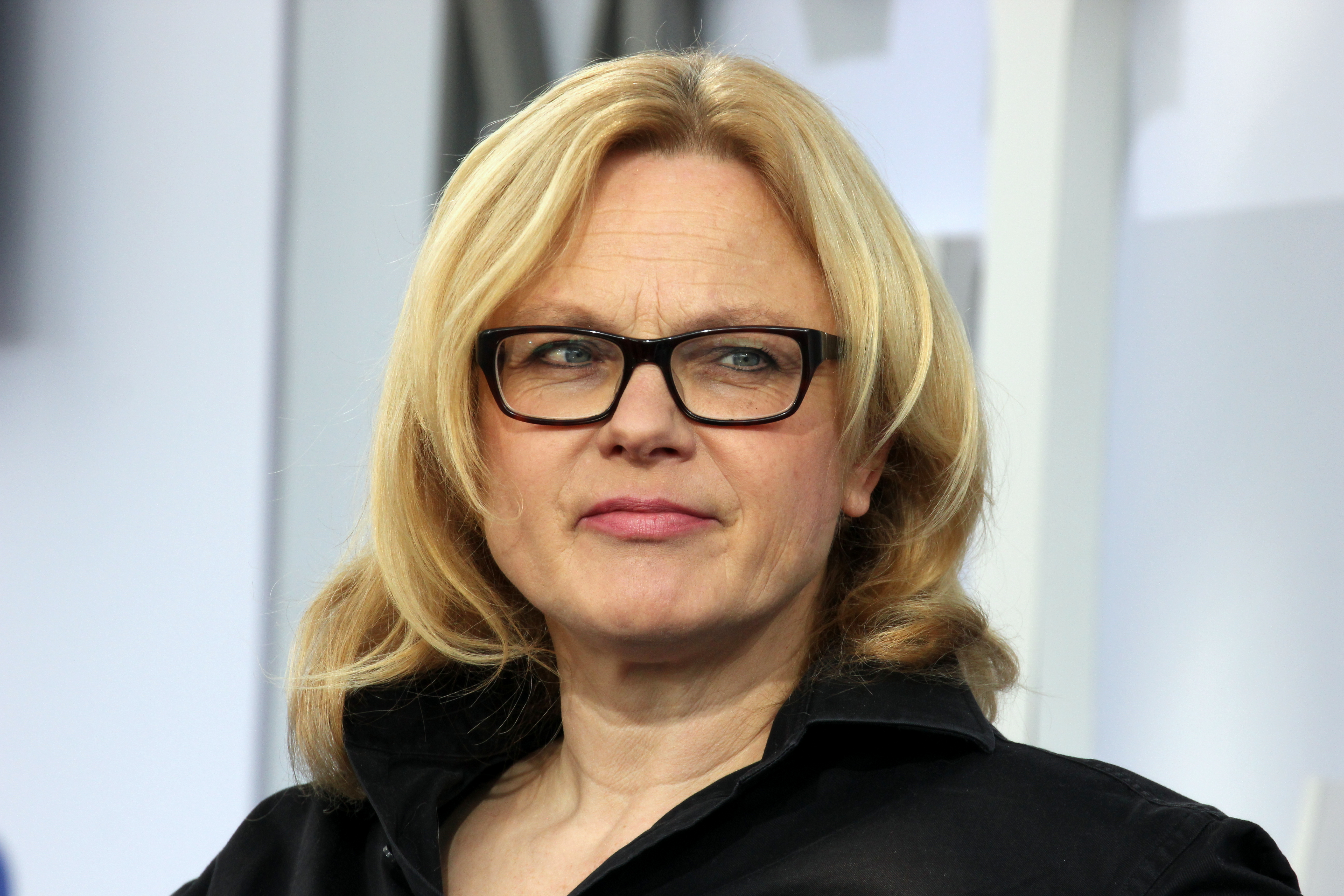
Karen Duve en el lanzamiento de la novela “Macht”, Blaues Sofa, Feria del Libro de Leipzig, 2016

Macht es una novela de la escritora alemana Karen Duve publicada en febrero de 2016.

## Sinopsis
La historia transcurre en 2031, en la comarca ficticia de Wellingsted, cerca de Hamburgo, en una Alemania gobernada por feministas bajo el mando del canciller Olaf Scholz que han instaurado un estricto régimen ecologista. En esta «democracia controlada»,solo se puede votar a aquellos candidatos que han superado una evaluación psicológica. El consumo de carne está mal visto y requiere el «pago»  mediante puntos de CO₂ («CO₂-Punkte» ). La juventud crítica se refiere al régimen como «ecofascismo» («Ökofaschismus» ) (p: 179, el número de página se refiere a la primera edición del texto).
El paisaje esta dominado por plantaciones de la llamada «colza asesina», colza genéticamente modificada. Las olas de calor y tormentas extremas son fenómenos habituales, producto del cambio climático, y los daños derivados son tan graves que los seguros inmobiliarios son cosa del pasado. 
La mayoría de la población consume el fármaco «Ephebo» para rejuvenecer físicamente («chrono-alt» o «chrono-viejos», a diferencia de los «bio-alt» o «bio-viejos», que no recurren al fármaco). El riesgo de desarrollar cáncer les es indiferente por la atmósfera pre-apocalíptica: «Podemos hacer lo que queramos sin temer las consecuencias; es lo bueno de que no haya un futuro» (p. 92). Solo los religiosos fundamentalistas renuncian al medicamento, envejecen de manera natural y sufren discriminación por su decisión.
El protagonista y narrador, Sebastian Bürger, un cínico, machista y activista medioambiental desde su juventud, trabaja en el «Centro de Información» de la «Central Democrática», donde los estudiantes aprenden sobre el régimen político. Sebastian vive en una casa, robada a sus hermanos tras la muerte de sus padres, que ha decorado al estilo de los años 60 y 70. En el sótano de la casa tiene un búnker en el que ha encerrado y mantiene encadenada contra su voluntad a su esposa, la Dra. Christine Semmelrogge, ministra de Medio Ambiente, Protección de la Naturaleza y Gestión de Residuos Nucleares, hasta su desaparición de la vida pública hace dos años.
Sebastian mantiene a su esposa en esa habitación insonorizada durante dos años y le ordena cocinar sus platos favoritos y hacerle sus galletas favoritas. La somete a violaciones y agresiones sexuales para satisfacer sus impulsos sádicos, y experimenta todo esto de una forma narcisista y lujuriosa, y así reafirmar su poder sobre las mujeres, para sentirse como un hombre: «Como pudieron llegar a pensar las mujeres que podían tener derecho a opinar en cualquier sociedad?» (p. 337). Sus hijos son ajenos a esta realidad.
En una reunión de antiguos compañeros del colegio, Sebastian se reencuentra con su primer amor, Elisabeth Westphal, «Elli». Ambos se enamoran de nuevo, y Sebastian se siente impulsado a comenzar una nueva vida con ella. 
Para deshacerse de su esposa Christine, que interfiere en su camino, intenta asesinarla con una sobredosis de somníferos y una vez pierde el conocimiento la empareda en el techo del búnker. 
Cuando Sebastian está ocultando las pruebas del crimen, Elli descubre por casualidad la habitación secreta y empieza a sospechar de sus intenciones, lo que lleva a Sebastian a perder el control, sometiendo a Elli y manteniéndola prisionera en el lugar de Christine, destruyendo así la felicidad que ambos habían comenzado a construir. 
Durante una ausencia de Sebastian, Elli intenta escapar y, al abrir una sección recién enlucida del techo, encuentra a Christine, aún con vida pero gravemente enferma a causa de la sobredosis, quien le revela todo lo sucedido. Ante esta circunstancia y con las dos mujeres atrapadas en su sótano que amenazan con delatarlo, Sebastian planea su huida al extranjero, dejando a sus hijos al cargo de la abuela Gerda y escribe su confesión en una carta que planea enviar a la policía mientras huye en avión hacia Paraguay.
Sin embargo, de camino al aeropuerto se topa con una manifestación en Hamburgo de militantes y extremistas de la derecha, defensores de los derechos de los hombres del «movimiento Maskulo», a cuya sombra, una banda de rockeros dirigida por su antiguo compañero de clase, Ingo  Dresen, traman fechorías. Quieren atacar a los refugiados africanos antes de que estos salven a unos animales condenados a ser sacrificados por los evangélicos «Discípulos de San Juan de las Siete Plagas». Sebastian se ve envuelto en una matanza sangrienta y apocalíptica de la que escapa malherido con la ayuda de Dresen, a quien le encomienda el envío de su carta de confesión. Pese a ello, Dresen no envía una carta a la policía como estaba acordado, sino que la lee y decide libera a Christine y Elli de su prisión.
En el avión, Sebastian se entera de las noticias de última hora: el golpe de Estado anunciado por Ingo Dresen no se ha llevado a cabo. El avión tiene que hacer escala en París y Sebastian espera ser arrestado. Su fracaso se explica por la falta de solidaridad entre los hombres en un mundo dominado por las mujeres: «No hay solidaridad entre los débiles…», «¿Qué es una amistad entre hombres contra los elogios de las verdaderamente poderosas: de las mujeres?» (p. 410). El monólogo interior de Sebastian termina con la pregunta (p. 414):  «¿Dónde estará Elli? La necesitaría tanto ahora…»¿Dónde estará Elli?».

## Recepción
En Macht, Karen Duve trata desde la ficción temas que ya ha tratado en su obra de no ficción publicado en 2011, Anständig essen (Comer decentemente) y en su ensayo publicado en 2014, Warum die Sache schiefgeht. Wie Egoisten, Hohlköpfe und Psychopathen uns um die Zukunft bringen (Por qué las cosas van mal. Cómo los egoístas, los cabezas huecas y los psicópatas destruyen el futuro). 
Duve aclaró en una entrevista que, en esencia, quería concentrarse en tres ideas principales: una historia que tuviera lugar en un futuro cercano, la idea de que antes todo era mejor y el caso de Josef Fritzl, que mantuvo a su hija y más tarde a sus hijos en cautividad durante décadas. En esa misma entrevista declaró que el protagonista, en cierto punto, se pregunta: «¿si he hecho cosas buenas toda la vida para qué me esfuerzo?, ¿si el mundo se va a acabar en cinco años por qué someterme al ego de mi exesposa?, si otros idiotas se rinden, yo quiero volver a vivir, ¿por qué dejar pasar a alguien más débil que yo?».
La obra fue rechazada por la mayoría de la crítica literaria alemana.
Julia Encke, crítica literaria, se refirió al libro como «porno suave sádico y sin sorpresa» que no tiene consecuencias. Añade que «Karen Duve, en su monótona falta de imaginación, parecía haberse divertido mucho haciendo parecer la novela tan estúpida».Por otro lado, Marlen Hobrack, crítica literaria y escritora, se avergonzaba al admitir que algunas escenas le resultaban «muy graciosas por su brillante redacción». Pero también admite que te debe gustar el «sarcasmo malo» para poder sacar algo del libro. Katharina Granzin, periodista cultural y crítica, considera al protagonista Sebastian «fastidioso», aunque también gracioso y, al mismo tiempo, extrañamente fidedigno. Para Sigrid Löffler, periodista y crítica literaria, Sebastian Bürguer es un «ciudadano rabioso que las mata callando» y un «psicópata tonto». Por otra parte, considera que la historia no tiene profundidad. Además, etiqueta la novela como predecible y apunta que la lectura es «tan desagradable como improductiva: sospechas cómo irán las cosas, y así van».
La sátira, presentada como eco-distopía, al crítico literario y autor Ijoma Mangold le recuerda a la novela de Michel Houellebecq Unterwerfung (Sumisión), si bien critica la total falta de ambigüedad de la novela de Duve, en comparación con la de Houllebecq. Considera que Macht es una «novela fallida», porque «Sebastian Bürger, como caso psiquiátrico, no puede encarnar una alternativa real al feminismo de estado». Por lo tanto, observa que «no hay ningún desarrollo en la narrativa, los roles sociales de los personajes  son los mismos de principio a fin y los personajes planos ofrecen pocas posibilidades para que el lector se identifique con ellos». Sin embargo, añade que «el furioso final de la historia tiene cualidades de cine de acción». Por otro lado, el crítico literario, autor y presentador Volker Weidermann calificó el libro como una «novela política sin esperanza».
Karim Hermann, otra autora y crítica alemana, establece paralelismos entre esta novela y otras también escritas por Duve en las que se presenta las relaciones entre sexos como un juego de suma cero. No hay igualdad entre hombres y mujeres, solo vencedores y vencidos, y el «concepto de poder coincide con el de abuso de poder». Mientras Sebastian redecora regresivamente su casa al estilo de su infancia, aleja cada vez más los medios digitales de su vida. Al final, sus planes no fracasan, «solo tiene mala suerte». 
La mayoría de los críticos pasan por alto es que las descripciones de los extremistas políticos que aparecen en la novela están basadas en documentos y testimonios reales. Gunda Bartels, periodista alemana, compara las declaraciones de los hombres en la novela con los eslóganes del polémico político Björn Höcke (líder del partido de extrema derecha alemán AfD) «quien invita a los asistentes a sus reuniones a «redescubrir nuestra masculinidad» para «volver a protegernos».  Katharina Granzin, una lingüista eslava, señala que el «manifiesto» de un famoso asesino en serie noruego, Anders Breivik, se utilizó incluyendo testimonios textuales suyos, lo que confiere al «retrato de un psicópata violento de una autenticidad espeluznante». En general, la autora concluye que la novela es «un espectáculo de terror bastante colorido con un considerable valor de entretenimiento». 